# Đóa hoa đã thấy ngày ấy chúng mình vẫn chưa biết tên
Ano Hi Mita Hana no Namae wo Bokutachi wa Mada Shiranai. (あの日見た花の名前を僕達はまだ知らない。 tiếng Việt: Đóa hoa đã thấy ngày ấy chúng mình vẫn chưa biết tên), gọi tắt là Anohana là một series anime 11 tập năm 2011 do A-1 Pictures sản xuất và đạo diễn bởi Nagai Tatsuyuki. Bản anime được phát sóng trên Fuji TV từ 14 tháng 4 đến 23 tháng 6 năm 2011 và được cấp phép ở Bắc Mĩ bởi NIS America. Bộ phim điện ảnh của Anohana được phát hành tại các rạp ở Nhật Bản vào ngày 31 tháng 8 năm 2013. Loạt tiểu thuyết cũng được bắt đầu vào tháng 3 và kết thúc vào tháng 7 năm 2011, viết bởi Okada Mari, đăng trên tập chí Da Vinci của Media Factory. Bên cạnh đó, Anohana còn có một bộ manga phát hành trên tạp chí Jump Square của Shueisha từ tháng 4 năm 2012 đến tháng 3 năm 2013, gồm 3 tập và một visual novel chơi trên hệ máy PlayStation Portable được phát hành bởi hãng 5pb vào năm 2012. Phim truyền hình phát sóng trên Fuji TV vào tháng 9 năm 2015. Phiên bản anime truyền hình và phim điện ảnh phụ đề tiếng Việt được kênh YouTube Muse Việt Nam, trực thuộc Muse Communication lên sóng theo từng tập từ ngày 5 tháng 11 năm 2021 đến hết ngày 31 tháng 12 năm 2021.

## Nội dung
Một câu chuyện cảm động về nhóm sáu người bạn thời thơ ấu đã mất liên lạc với nhau sau khi một người trong nhóm, Honma Meiko (biệt danh "Menma"), qua đời trong một tai nạn. Mười năm sau tai nạn, trưởng nhóm là Yadomi Jinta từ bỏ giao tiếp xã hội và sống như một người ẩn dật. Một ngày mùa hè, bóng ma của Menma xuất hiện trước mặt cậu và mong muốn được thực hiện một ước nguyện, với lý do mình không thể sang thế giới bên kia cho đến khi ước nguyện được hoàn thành. Tuy nhiên cô lại không thể nhớ ước nguyện của mình là gì. Jinta đã tập hợp lại những người bạn ngày xưa vì tin rằng họ chính là những chiếc chìa khóa dẫn tới ước mơ của Menma. Cả nhóm miễn cưỡng tham gia nhưng mọi chuyện ngày càng trở nên phức tạp khi mọi người cho rằng Jinta không thể vượt qua được cái chết của Menma và luôn dằn vặt tại sao Menma chỉ xuất hiện trước mặt Jinta. Cũng từ đây, họ nhận ra rằng không chỉ có Jinta đang gặp rắc rối mà tất cả các thành viên khác trong nhóm đều luôn tự trách mình về cái chết của Menma. Những cảm xúc ẩn giấu của từng người được khơi dậy, họ lại cùng nhau hoàn thành ước nguyện của Menma và giúp cô có thể siêu thoát và đầu thai.

## Nhân vật
Yadomi Jinta (宿海 仁太)
Lồng tiếng bởi: Irino Miyu / Tamura Mutsumi (lúc nhỏ)
Diễn viên Live-action: Murakami Nijiro / Minamide Ryoka (lúc nhỏ)
Biệt danh "Jintan". Jinta là người bạn thời thơ ấu của Naruko, Atsumu, Chiriko, Meiko và Tetsudo. Cậu là đội trưởng của Siêu Biệt đội Hòa bình. Lúc nhỏ, Jinta là một cậu bé hoạt bát, nhưng sau cái chết của Meiko và mẹ mình, Siêu Biệt đội Hòa Bình tan rã và cậu trở nên khép kín, không chịu đi học, nhốt mình trong nhà. Khi còn là một đứa trẻ, cậu đã thích Meiko nhưng lại không chịu thừa nhận. Điều này đã bắt đầu một chuỗi sự kiện dẫn đến cái chết của Meiko. Lúc đầu khi linh hồn Meiko xuất hiện trước mặt Jinta, cậu đã không tin và nghĩ rằng đó chỉ là ảo giác do sự căng thẳng thần kinh tạo nên và gọi cô là "quái vật mùa hè". Jinta đã do dự khi thực hiện những điều ước của Meiko vì sợ rằng cô sẽ lại biến mất lần nữa. Tuy nhiên, nhờ sự gợi ý của Meiko, cậu đã tập hợp các thành viên của Siêu Biệt đội Hòa bình lại và dẫn dắt mọi người thực hiện ước mơ của Meiko.
Honma Meiko (本間 芽衣子)
Lồng tiếng bởi: Kayano Ai
Diễn viên Live-action: Hamabe Minami / Tani Kanon
Biệt danh "Menma". Meiko là cô gái mang hai dòng máu Nga và Nhật. Cô chết trong một vụ tai nạn khi còn nhỏ, nhưng mười năm sau linh hồn cô xuất hiện trước Jinta vào một ngày mùa hè. Mặc dù biết mình đã chết, Meiko vẫn nói nhiều và hoạt bát. Cô rất trân trọng những hồi ức và tình bạn thời thơ ấu. Khi xuất hiện trước Jinta, cô đã ở tuổi dậy thì nhưng tính cách thì vẫn giống như lúc nhỏ và vẫn mặc chiếc váy trước ngày chết. Mặc dù chỉ có Jinta nhìn thấy và nghe thấy Meiko, cô vẫn có thể tương tác với thế giới xung quanh như đóng mở cửa, nấu ăn, ăn, chơi điện tử và rất nhiều các hoạt động khác mà không cần Jinta. Mọi người vẫn gọi cô bằng biệt danh lúc nhỏ là Menma và cô cũng gọi mọi người trong Siêu Biệt đội Hòa bình bằng biệt danh của họ. Jinta từng nói rằng Meiko là một người lúc nào cũng chỉ nghĩ cho người khác và chỉ khóc khi họ bị tổn thương. Meiko cũng không hề có ác cảm với bạn bè về cái chết của cô, nhưng cô vẫn luôn mong muốn thực hiện mong ước và đầu thai để có thể vui chơi cùng tất cả mọi người.
Anjō Naruko (安城 鳴子)
Lồng tiếng bởi: Tomatsu Haruka
Diễn viên Live-action: Matsui Airi / Yoshioka Chinami (lúc nhỏ)
Biệt danh "Anaru". Một người bạn thời thơ ấu của Jinta, Meiko, Atsumu, Chiriko và Tetsudo. Naruko luôn tỏ ra lạnh lùng với Jinta, đặc biệt là khi trước mặt bạn bè cô nhưng luôn bí mật lo lắng cho cậu. Cô là người dễ bị ảnh hưởng bởi người khác, làm theo hành động của các cô gái khác kể cả khi cô không đồng ý với họ. Naruko luôn ngưỡng mộ và cố gắng để giống như Meiko khi còn nhỏ, bên cạnh đó cô cũng ghen tị với mối quan hệ giữa Meiko và Jinta. Cô và Jinta cùng theo học một trường trung học. Naruko từng nói rằng cô rất thất vọng về lối sống hiện tại của Jinta nhưng vẫn luôn dành tình cảm cho cậu. Cô nghi ngờ sự trở về của Meiko, nhưng vẫn ghen tị với thực tế là Jinta vẫn còn thích Meiko. Cô cũng cảm thấy có lỗi vì đã hỏi câu hỏi dẫn đến cái chết của Meiko.
Matsuyuki Atsumu (松雪 集)
Lồng tiếng bởi: Sakurai Takahiro / Seto Asami (lúc nhỏ)
Diễn viên Live-action: Shison Jun / Sato Ruiki (lúc nhỏ)
Biệt danh "Yukiatsu". Một người bạn thời thơ ấu của Jinta, Meiko, Naruko, Chiriko và Tetsudo. Từ sau cái chết của Meiko, Atsumu lúc nào cũng giữ thái độ bề trên và thù hận với Jinta. Cậu trở nên kích động bất cứ khi nào Meiko được nhắc đến và giấu việc mình vẫn còn bị ám ảnh bởi cái chết của cô. Cậu và Chiriko cùng học một trường trung học danh giá mà Jinta đã không thể vào học vì trượt kì thi tuyển. Atsumu là một học sinh đẹp trai, thông minh, giỏi thể thao và nổi tiếng nhưng vẫn không thể vượt qua được những ký ức về Meiko. Cậu giữ một bộ váy trắng giống hệt bộ váy mà Meiko từng mặc. Atsumu nói rằng cậu cũng có thể nhìn thấy Meiko, thậm chí còn tự mình nói những điều mà cậu cho là thay mặt Meiko nói ra. Thực ra, cậu đóng giả Meiko, đi lang thang trong rừng vào ban đêm, đội tóc giả và mặc bộ váy trắng. Cậu làm vậy để chuộc lỗi với Meiko bởi vì cậu đã thú nhận tình cảm của mình với cô vào ngày cô chết và tin rằng nếu Meiko trở về thì phải trở về trước mặt cậu chứ không phải là Jinta. Mặc dù, Atsumu không còn giả gái sau khi bị bắt nhưng cậu vẫn bị dày vò bởi ý nghĩ Meiko chỉ xuất hiện trước Jinta. Cậu từng nói với Naruko rằng họ bị bỏ lại phía sau vì những tình cảm đơn phương dành cho Meiko và Jinta không được đáp lại và luôn đồng cảm với nhau.
Tsurumi Chiriko (鶴見 知利子)
Lồng tiếng bởi: Hayami Saori
Diễn viên Live-action: Iitoyo  Marie / Ichihara Karen (lúc nhỏ)
Biệt danh "Tsuruko". Một người bạn thời thơ ấu của Jinta, Meiko, Naruko, Atsumu và Tetsudo. Chiriko là người khá điểm tĩnh và có phần già hơn so với tuổi. Cô và Atsumu vẫn là bạn kể từ khi Siêu Biệt đội Hòa bình tan rã. Cô có tình cảm với Atsumu nhưng khinh thường chính cậu vì không thể vượt qua được cái chết của Meiko. Chiriko giữ chiếc kẹp tóc mà Atsumu ném đi khi bị Meiko từ chối và đeo nó khi chỉ có một mình. Cô biết cảm giác tội lỗi của Atsumu về cái chết của Meiko và cả chuyện cậu giả gái. Cô thường vẽ khi rảnh, thậm chí vẽ nguệch ngoạc hình Atsumu trong bộ váy của Meiko. Chiriko thờ ơ với sự trở lại của Meiko và nghi ngờ liệu Meiko đã tha thứ cho tất cả mọi người. Tuy nhiên, giống như tất cả, Chiriko rất buồn về cái chết của Meiko vì họ từng là những người bạn thân. Cô thú nhận với Naruko rằng cô thích Atsumu, nhưng cậu ấy sẽ không bao giờ dành tình cảm cho cô vì cô không thể thắng Meiko. Chiriko cảm thấy Atsumu không thể quên Meiko nên đã cố hết sức để Meiko được lên thiên đàng. Trong tập cuối, sau khi mọi người phát hiện ra rằng ai cũng giúp đỡ Meiko chỉ vì những lý do ích kỷ của mình, Chiriko, giống như những người khác, đã quyết định giúp đỡ Meiko chỉ vì cô yêu quý cô ấy.
Hisakawa Tetsudō (久川 鉄道)
Lồng tiếng bởi: Kondō Takayuki / Toyosaki Aki (lúc nhỏ)
Diễn viên Live-action: Takahata Yuta / Takahashi Santa (lúc nhỏ)
Biệt danh "Poppo". Một người bạn thời thơ ấu của Jinta, Meiko, Naruko, Atsumu và Chiriko. Lúc bé, Tetsudō rất ngưỡng mộ Jinta và luôn biết ơn Siêu Biệt đội Hòa Bình vì đã cho cậu cùng chơi mặc dù cậu là một đứa trẻ vụng về. Hiện tại cậu không đi học, thay vào đó là đi vòng quanh thế giới bằng số tiền kiếm được nhờ công việc làm thêm. Khi không đi du lịch, Tetsudō thường ở căn cứ bí mật của Siêu Biệt đội Hòa Bình. Cậu là người vui vẻ và suồng sã với tất cả mọi người. Cậu luôn mong Siêu Biệt đội Hòa Bình có thể tập hợp lại và khi nghe Jinta kể về sự trở về của Menma, cậu lập tức tin mà không có một chút nghi ngờ nào. Tetsudō là người đầu tiên trong nhóm nói với Menma rằng sẽ giúp cô thực hiện điều ước và đầu thai. Tuy bề ngoài vui vẻ nhưng thực ra Tetsudō luôn cảm thấy tội lỗi vì đã không làm gì để cứu Menma khi nhìn thấy cô bị ngã xuống sông 10 năm trước.

## Truyền thông

### Sách in
Một bộ tiểu thuyết dựa theo anime được viết bởi Okada Mari được đăng trên tạp chí Da Vinci của Media Factory từ tháng 3 đến tháng 7 năm 2011. Hai tập tiểu thuyết được xuất bản theo ấn hiệu của MF Bunko Da Vinci Media Factory vào ngày 25 tháng 7 năm 2011. Một manga vẽ bởi Izumi Mitsu đăng trên tạp chí Jump Square của Shueisha từ ngày 4 tháng 4 năm 2012 đến tháng 3 năm 2013, gồm 3 tập.
Tiểu thuyết và manga có tóm tắt câu chuyện một chút. Ví dụ, Menma trong sách in 'xuất hiện' trước bạn bè tại tiệc nướng tương ứng với anime tập 4, bằng cách thắp sáng và vẫy một chiếc pháo tay, trong khi đó tại anime thì tới tập 8 Menma mới xuất hiện.

### Anime

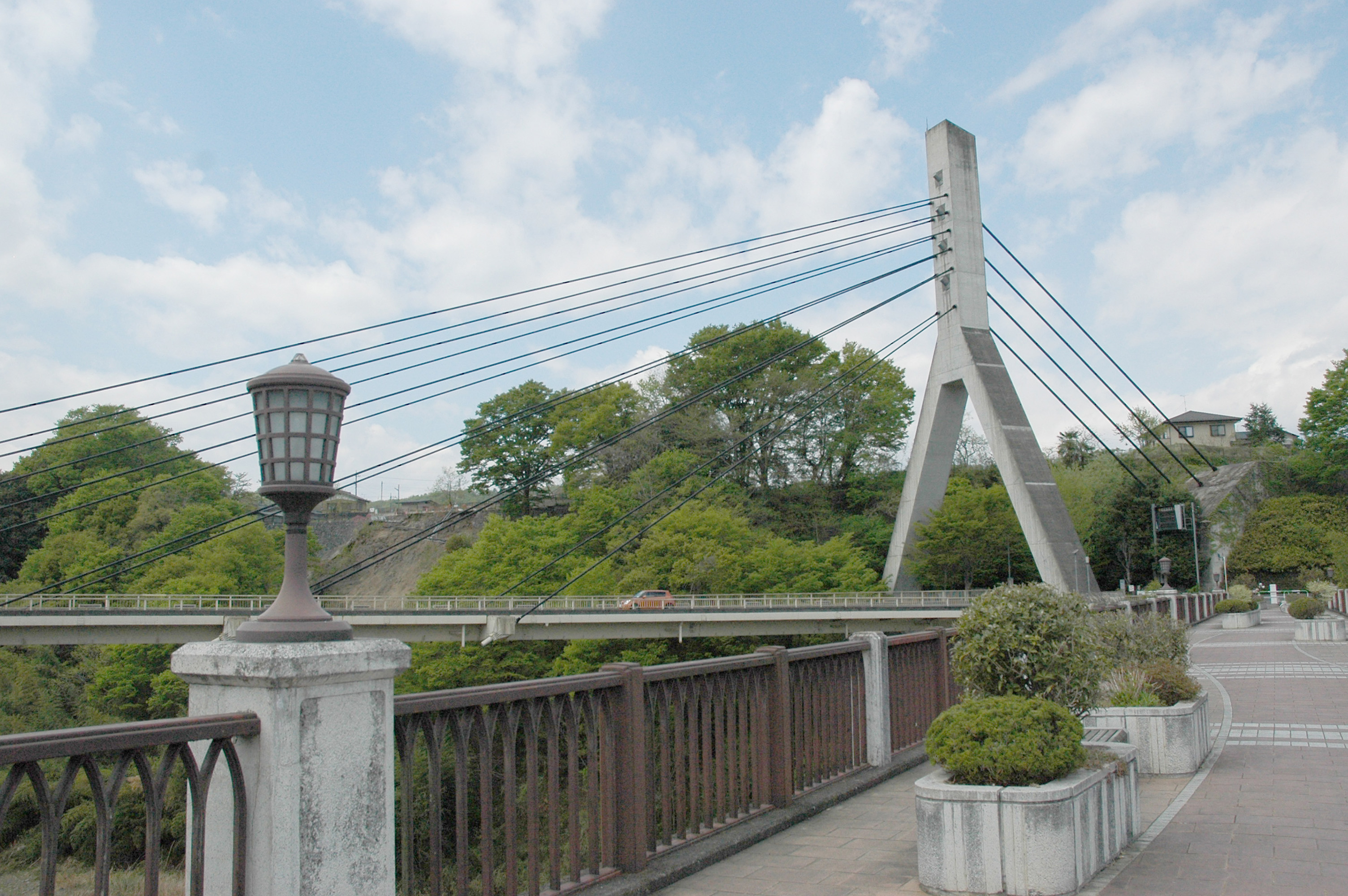
Cầu Chichibu xuất hiện trong anime.

Mười một tập phim Anohana được đạo diễn bởi Nagai Tatsuyuki và sản xuất bởi A-1 Pictures, phát sóng tại Nhật Bản từ ngày 14 tháng 4 đến 23 tháng 6 năm 2011 trên Fuji TV. Kịch bản phim được viết bởi Okada Mari, và hoạt họa trưởng Tanaka Masayoshi thiết kế nhân vật. Đạo diễn âm thanh là Aketagawa Jin, âm nhạc của anime được sản xuất bởi Remedios. NIS America cấp phép phát hành tại Bắc Mỹ với phụ đề tiếng Anh, và phát hành anime trên DVD và đĩa Blu-ray vào ngày 3 tháng 7 năm 2012. Phim đã được phát sóng ở Italy trên kênh Rai 4.
Bộ phim sử dụng hai ca khúc chủ đề: một ca khúc mở đầu và một ca khúc kết thúc. Bài hát mở đầu là Aoi Shiori (青い栞) trình bày bởi ban nhạc Galileo Galilei, ca khúc kết thúc là Secret Base ~ Kimi ga Kureta Mono ~ (10 years after Ver.) (Secret Base ~君がくれたもの~ (10 years after Ver.)) biểu diễn bởi Kayano Ai, Tomatsu Haruka, và Hayami Saori. Nhạc phim gốc của anime được phát hành vào ngày 21 tháng 12 năm 2011.
Một bộ phim hoạt hình đã được phát hành tại các rạp Nhật Bản vào ngày 31 tháng 8 năm 2013. Bộ phim lấy thời điểm một năm sau khi Menma được đầu thai, nó cho người xem thấy cuộc sống mới đầy quyết tâm của mỗi thành viên trong Siêu Biệt đội Hòa Bình. Bài hát chủ đề của bộ phim là "Circle Game" (サークルゲーム) biểu diễn bởi Galileo Galilei. Aniplex of America phát hành bộ phim theo phiên bản DVD và đĩa Blu-ray (BD), bên cạnh đó còn có một phiên bản giới hạn BD/DVD. Tất cả cùng được phát hành vào ngày 15 tháng 7, năm 2014.

#### Danh sách tập
| Tập | Tiêu đề                                                                                   | Ngày phát sóng      |
| --- | ----------------------------------------------------------------------------------------- | ------------------- |
| 01 | "Siêu Biệt đội Hòa Bình" "Chō Heiwa Basutāzu" (超平和バスターズ)                          | 14 tháng 4 năm 2011 |
| Yadomi Jinta ("Jintan") bị quấy rầy bởi một cô gái tên là Honma Meiko ("Menma"), người mà chỉ có cậu mới có khả năng nhìn thấy. Menma nói rằng cô có một mong ước muốn Jinta thực hiện nhưng lại không thể nhớ nó là gì. Điều duy nhất cô nhớ là ước mơ của mình chỉ được thực hiện khi những người bạn cũ tập hợp với nhau một lần nữa với nhau một lần nữa. Một trong những người bạn cũ, Naruko "Anaru" Anjo tới nhà Jinta để đưa cho cậu bài tập về nhà, nhưng mối quan hệ của họ lại không tốt. Menma muốn Jinta đến nhà Naruko để nói chuyện với cô ấy.Trên đường đi, họ gặp hai người bạn cũ khác là Tsurumi Chiriko ("Tsuruko") và Matsuyuki Atsumu ("Yukiatsu"). Jinta vô tình nhắc đến Menma khiến Atsumu phản ứng vô cùng gay gắt. Thất vọng, Jintan bỏ đi và để lại Menma ở đằng sau. Jinta bắt đầu nhớ lại quá khứ khi cậu, Menma, và những người bạn khác của họ là một phần của Siêu Biệt đội Hòa Bình lúc họ còn nhỏ. Một ngày nọ, Jinta vô tình làm tổn thương Menma khi Naruko hỏi cậu thích Menma không. Cậu định xin lỗi vào ngày hôm sau, nhưng Menma đã chết trong một tai nạn trước khi cậu có thể nói lời xin lỗi. Trở lại với hiện tại, Menma đến thăm nhà của gia đình mình. Jinta quyết định đi tìm Menma để có thể xin lỗi và cậu đến kiểm tra căn cứ bí mật cũ của nhóm xem cô có ở đó không. Ở đây, cậu gặp người cuối cùng trong sáu người bạn cũ, Hisakawa Tetsudō ("Poppo"). |                                                                                           |                     |
| 02 | "Menma dũng cảm" "Yūsha Menma" (ゆうしゃめんま)                                           | 21 tháng 4 năm 2011 |
| Khi Jinta nói với Tetsudō về sự trở lại của Menma, cậu ngay lập tức tin Jinta. Trong khi đó, Anaru gặp Chiriko, cô đã bật khóc khi Chiriko nhắc đến Menma. Naruko trách bản thân về nguyên nhân dẫn đến cái chết của Menma. Tetsudō nói với Jinta rằng rất có thể mong muốn của Menma là có một con quái vật quý hiếm trong Nokémon video game. Jinta đã mua máy điện tử tại cửa hàng Anaru làm thêm. Cậu dành cả đêm chơi nó trước khi Menma trở về. Ngày hôm sau, Tetsudō gặp Atsumu và đề cập đến những gì Jinta đã nói với cậu về Menma. Sau đó cậu đến nhà Jinta và nói rằng họ sẽ phải trao đổi Nokémon với một người bạn để có được quái vật quý hiếm. Cuối cùng, họ ghé thăm nhà Anaru. Cô đồng ý giúp với điều kiện là Jinta bắt đầu đi học lại. Menma rất hạnh phúc khi biết rằng Anaru vẫn có nhiều trò chơi video và manga giống như khi còn bé. Sau khi dành thời gian chơi game cả đêm, họ đã bắt được con quái vật hiếm và trao đổi nó, tuy vậy đó không phải là mong ước thực sự của Menma. Họ cảm thấy rất vui vì lại có thể cùng chơi với nhau và bằng cách nào đó mong ước Menma sẽ được phát hiện ra và thực hiện. Jinta đã tìm thấy ước nguyện của mình: xin lỗi Menma về những chuyện trong quá khứ. |                                                                                           |                     |
| 03 | "Hội tìm kiếm Menma" "Menma o Sagasou no Kai" (めんまを探そうの会)                        | 28 tháng 4 năm 2011 |
| Vì bị Menma thúc giục nên Jinta đã đến trường nhưng cậu thay đổi ý định của mình khi phải nghe với những lời trêu chọc từ bạn bè của Naruko. Cậu đến gặp Poppo, Poppo đã khẳng định cậu đã nhìn thấy Menma đêm hôm trước. Jinta về nhà đúng lúc Menma đã cố gắng để làm cho bánh hấp mà người mẹ quá cố của Jinta đã từng làm. Menma khẳng định cô đã không đến nơi Poppo ở vào đêm hôm trước. Ngày hôm sau, Poppo quyết định tổ chức tiệc nướng thành lập "Hội tìm kiếm Menma". Khi Atsumu xuất hiện trong buổi tiệc, cậu cũng khẳng định đã nhìn thấy Menma. |                                                                                           |                     |
| 04 | "Chiếc váy trắng thắt nơ trên cổ" "Shiro no, Ribon no Wanpīsu" (白の、リボンのワンピース) | 5 tháng 5 năm 2011  |
| Sau khi Jinta giúp Naruko không bị ngã xuống chỗ mà Menma đã ngã xuống 10 năm trước, Naruko nói rằng cậu có thể nhìn thấy Menma vì cậu yêu cô ấy. Những gì Atsumu khẳng định là điều Menma đã nói Menma hoàn toàn khác với sự thật, vì vậy Jinta đã đưa ra loại bánh hấp mà Menma làm trước đó, hy vọng sẽ truyền tải những cảm xúc thật của Menma. Ngày hôm sau, Chiriko tới nhà Jinta, muốn cậu giúp một việc. Mọi người tập trung ở căn cứ bí mật vào đêm hôm đó, họ phát hiện một người giống Menma chạy trong rừng, thực ra đó là Atsumu đóng giả Menma. |                                                                                           |                     |
| 05 | "Đường hầm" "Tonneru" (トンネル)                                                          | 12 tháng 5 năm 2011 |
| Atsumu tự trách mình về cái chết của Menma, và Menma nhờ Jinta nói với Atsumu những điều mà chỉ cô và Atsumu biết. Sau đó, Chiriko giải thích tại sao cô lại biết chuyện Atsumu đóng giả Menma. Atsumu nhớ lại mười năm trước, khi cậu thú nhận với Menma ngay sau khi Jinta chạy đi và đã bị cô từ chối. Trong khi đó, Jinta tự hỏi tại sao cậu đã không thể tập trung vào việc thực hiện mong muốn của Menma thời gian gần đây. Ngày hôm sau, Naruko đến một quán bar karaoke với bạn bè của cô, khi một người đàn ông kéo cô vào khách sạn. Cô được cứu bởi sự xuất hiện kịp thời của Atsumu. Trên chuyến tàu đi về, Atsumu hỏi Naruko về tình cảm mà cô dành cho Jinta và liệu cô có đồng ý hẹn hò với cậu không. Tetsudō nói Jinta rằng Menma ở đây có thể vì cô không thể lên thiên đàng, nhưng điều này càng làm cô buồn hơn. |                                                                                           |                     |
| 06 | "Quên - Đừng quên" "Wasurete Wasurenaide" (わすれてわすれないで)                          | 19 tháng 5 năm 2011 |
| Cố gắng tìm hiểu mong muốn của Menma, Jinta quyết định sẽ tới trường. Tuy nhiên, sự trở lại của cậu không được ai quan tâm vì những tin đồn Naruko đã được phát hiện ở một khách sạn. Naruko bị chú ý bởi những tin đồn khó chịu xung quanh cô, Jinta đã đứng lên bảo vệ cô, và cả hai rời khỏi lớp. Naruko sợ bố mẹ giận nên quyết định ở lại căn cứ bí mật. Hy vọng có bất kỳ manh mối nào về những mong ước của Menma, Jinta, Naruko và Tetsudō thăm nhà Menma thắp hương cho cô, họ gặp mẹ cô và được đưa cho cuốn nhật ký của Menma. Họ đồng ý đọc vào ngày hôm sau. Khi Jinta đề cập đến chuyến thăm nhà Menma, cô cảm thấy khó chịu vi cô muốn mẹ cô có thể quên cô để bà sẽ không còn buồn nữa. Jinta đã hét lên với Menma về việc cô không bao giờ nghĩ đến bản thân mình mà chỉ lo chô người khác và chạy đi. |                                                                                           |                     |
| 07 | "Lời hứa thật" "Honto no Onegai" (ほんとのお願い)                                         | 26 tháng 5 năm 2011 |
| Jinta, Naruko và Tetsudō đọc cuốn nhật ký của Menma. Họ tìm thấy ước muốn làm pháo hoa để gửi một bức thư cho Thiên Chúa giúp mẹ Jinta tuy vậy pháp luật cấm họ tự làm pháo hoa một mình. Chiriko hỏi Atsumu tại sao cậu không nói với Jinta về việc Menma gọi mọi người vào cái ngày định mệnh, cậu trả lời rằng Menma muốn mọi người giữ bí mật với Jinta. Cha của Jinta của giới thiệu cho cậu một người bạn của ông có thể làm cho pháo hoa, nhưng nó sẽ tốn 200.000 ¥ để thực hiện. Jinta tìm công việc bán thời gian để kiếm số tiền cần thiết để mua pháo hoa, cậu làm việc tại cửa hàng trò chơi điện tử cùng Naruko vào ban ngày và tại công trường xây dựng cùng Tetsudō vào ban đêm. Menma tình cờ nghe Naruko nói về việc làm pháo hoa và những việc Jinta đang làm để giúp cô. Tuy nhiên, người pháo hoa nói rằng ông không thể làm cho pháo hoa cho họ vì cha mẹ của Menma yêu cầu ông dừng việc này lại. |                                                                                           |                     |
| 08 | "Mình tự hỏi" "I Wonder"                                                                  | 2 tháng 6 năm 2011  |
| Jinta và mọi người đến thăm mẹ của Menma để hỏi chuyện về pháo hoa, nhưng bà từ chối và cảm thấy tức giận, đau buồn vì họ cứ lớn lên trong khi Menma qua đời nhiều năm trước. Sau đó, Atsumu cho rằng Jinta đã đặt nỗi đau của mình lên vai người khác, do đó Jinta quyết định sẽ cố gắng thực hiện mong ước của Menma nột mình. Làm thêm quá nhiều, sức khỏe của Jinta có vấn đề, Naruko khuyên Jinta dừng mọi chuyện lại. Naruko nói rằng cô cảm thấy hạnh phúc khi Jinta nói không thích Menma vì cô đã phải lòng cậu nhưng chính khoảnh khắc đó đã làm cô cảm thấy luôn cảm thấy hối hận, sau đó Naruko còn nói rằng nếu Jinta thực hiện ước mơ Menma, cô ấy sẽ có thể biến mất lần nữa. Ngày hôm sau, Jinta đi cùng cha thăm mộ của mẹ cậu, còn những người khác nhận được cuộc gọi im lặng từ điện thoại của nhà Jinta. Jinta sau đó gặp em trai của Menma, Satoshi. Cậu đã kể cho Jinta những kỷ niệm của cậu về Menma. Khi mọi người khác đối chất với Jinta tại căn cứ bí mật về các cuộc gọi bí ẩn họ đã nhận được, Menma đến và chứng minh sự hiện diện của mình bằng cách viết những dòng chữ trong nhật ký và thả nó trên sàn nhà. |                                                                                           |                     |
| 09 | "Mọi người và Menma" "Minna to Menma" (みんなとめんま)                                    | 9 tháng 6 năm 2011  |
| Cả nhóm đi đến nhà Jinta, họ chứng kiến việc việc Menma đem đĩa bánh hấp ra mặc dù vẫn không thể nhìn thấy cô và Menma cũng không thể viết bất cứ nơi nào ngoại trừ căn cứ bí mật. Sau đó, Atsumu nói rằng họ nên tiếp tục thực hiện ước mơ của Menma. Ngày hôm sau, Atsumu đi cùng với Chiriko để cầu xin cha Menma cho phép làm pháo hoa. Khi việc làm pháo hoa bắt đầu, Atsumu tỏ ra thất vọng vì chỉ có Jinta nhìn thấy Menma, trong khi Naruko là buồn vì cô không thể bằng Menma. Atsumu cố gắng khích lệ Naruko thì Chiriko tình cờ nghe được chuyện Atsumu muốn hẹn hò với Naruko. Tối hôm đó, sau khi chơi cùng với Tetsudō ở căn cứ bí mật, Menma đi về và nhìn thấy một cá chép ở sông, cô quyết định đi xem thử. Jinta cảm thấy sợ khi Menma tới gần sông và muốn cô ở lại mãi mãi. |                                                                                           |                     |
| 10 | "Pháo hoa" "Hanabi" (花火)                                                                | 16 tháng 6 năm 2011 |
| Poppo dự định tổ chức một bữa tiệc lấy lại tinh thần để chuẩn bị buổi bắn pháo hoa ngày hôm sau. Chiriko trở nên lạnh lùng với Atsumu và nói với bạn học rằng cậu có sở thích giả gái. Vào đêm tiệc, Atsumu nhờ Naruko và Tetsudō bắt Jinta phải nói ra cảm xúc thật của cậu dành cho Menma trước mặt mọi người. Khi Naruko than vãn câu trả lời của Jinta, Chiriko tiết lộ với Naruko rằng cô yêu Atsumu và Naruko thừa nhận cô chỉ thích Jinta. Jinta nói với Menma rằng cô có thể ở lại đây mà không lên thiên đàng, Menma trả lời rằng cô muốn lên thiên đàng và được đầu thai để có thể nói chuyện với tất cả mọi người. Vào ngày bắn pháo hoa, Satoshi đã đến xem, còn Jinta vẫn chưa biết liệu cậu có thể để Menma ra đi. Lúc cậu muốn ngừng bắn pháo hoa thì đã quá muộn. Khi pháo hoa bắn lên, Jinta đột nhiên nghe thấy giọng nói của Menma, cậu nhìn lại phía sau và thấy Menma đang ngắm pháo hoa. |                                                                                           |                     |
| 11 | "Loài hoa đã nở và mùa hè năm đó" "Ano Natsu ni Saku Hana" (あの夏に咲く花)               | 23 tháng 6 năm 2011 |
| Jinta và những người khác nghĩ rằng Menma không thể đầu thai vì họ đều thực hiện ước mơ của cô vì những mục đích ích kỷ. Chiriko nói rằng cô đã lập kế hoạc cùng với Menma ngày cô ấy với hy vọng sẽ nhận tình cảm Atsumu, người mà cô đã bí mật yêu từ khi còn nhỏ. Tetsudō đã nhìn thấy những gì đã xảy ra với Menma vào ngày đó và cảm thấy tội lỗi đến tận bây giờ. Sau khi mọi người khóc, Jinta nói với họ về ước mơ của Menma là nói chuyện với tất cả mọi người, do đó, mọi người đề nghị cậu đưa Menma tới căn cứ. Tuy nhiên, Menma chuẩn bị đầu thai, bởi vì cô đã thực hiện lời hứa với mẹ Jinta là giúp Jinta khóc.Khi Jinta đưa Menma đến căn cứ bí mật, cậu mất khả năng cảm nhận cô ấy. Mọi người cố gắng tìm kiếm cô, Menma viết những lá thư cuối cùng cho tất cả mọi người. Sau khi la hét, gọi tên Menma, Jinta và những người khác có thể nhìn thấy và nghe thấy cô, họ nói lời tạm biệt cuối cùng trước khi Menma đầu thai. Sau đó, Jinta bắt đầu đi học cùng Naruko, trong khi Atsumu và Chiriko thân nhau hơn. còn với Tetsudō, cậu tiếp tục làm việc về công việc bán thời gian của mình và cũng cố gắng đi học trở lại. Jinta và bạn bè của mình trở lại căn cứ bí mật, đọc tin nhắn của Menma và nghĩ về những bông hoa nở vào mùa hè. |                                                                                           |                     |

### Visual novel
Một visual novel phát triển bởi Guyzware cho hệ máy PlayStation Portable được phát hành bởi 5pb. vào ngày 30 tháng 8 năm 2012.

### Phim do người đóng
Một bộ phim truyền hình live action được phát sóng trên Fuji TV vào ngày 21 tháng 9 năm 2015.

## Đón nhận
Trong báo cáo tài chính theo quý, Fuji Media Holdings chỉ ra  Anohana là một trong những sản phẩm anime hàng đầu của họ, họ gọi nó là "cú hit lớn" và thông báo rằng đĩa DVD đầu tiên đã bán được 56.000 bản.
Bộ phim thu về 10,2 triệu đô la Mỹ và là một trong 14 bộ phim anime có doanh thu cao nhất năm 2013.
Anohana đã nhận được sự đón nhận tích cực từ giới phê bình và được Polygon coi là một trong những anime hay nhất những năm 2010; nhà văn Julia Lee nhấn mạnh cách "Anohana đã biến những người cứng rắn nhất thành những vũng nước khóc trên sàn, không chỉ vì toàn bộ tiền đề được xây dựng xung quanh một bi kịch, mà bởi vì đó là lời nhắc nhở rằng bạn bè ngày càng xa cách và con người thay đổi". Crunchyroll cũng đưa nó vào danh sách như vậy; nhà phê bình Daryl Harding nhận xét rằng anime đã "thổi bay những giọt nước mắt của mọi người trên khắp thế giới" và rằng "Bằng cách nào đó, nhóm có thể thu hút trái tim của bạn đến mức thậm chí gần một thập kỷ trôi qua, tôi vẫn cảm thấy những điều đó". Viết cho Forbes, Lauren Orsini coi đây là một trong năm anime hay nhất năm 2011; cô ấy viết, "Anohana là một cuộc hành trình cảm động về những mối ràng buộc thậm chí còn vượt ra ngoài nấm mồ sẽ khiến bạn mờ mắt". Cả Harding và Orsini đều khẳng định anime là một cột mốc quan trọng trong sự nghiệp của Mari Okada.